# Province de Carrasco
Pour les articles homonymes, voir Carrasco.

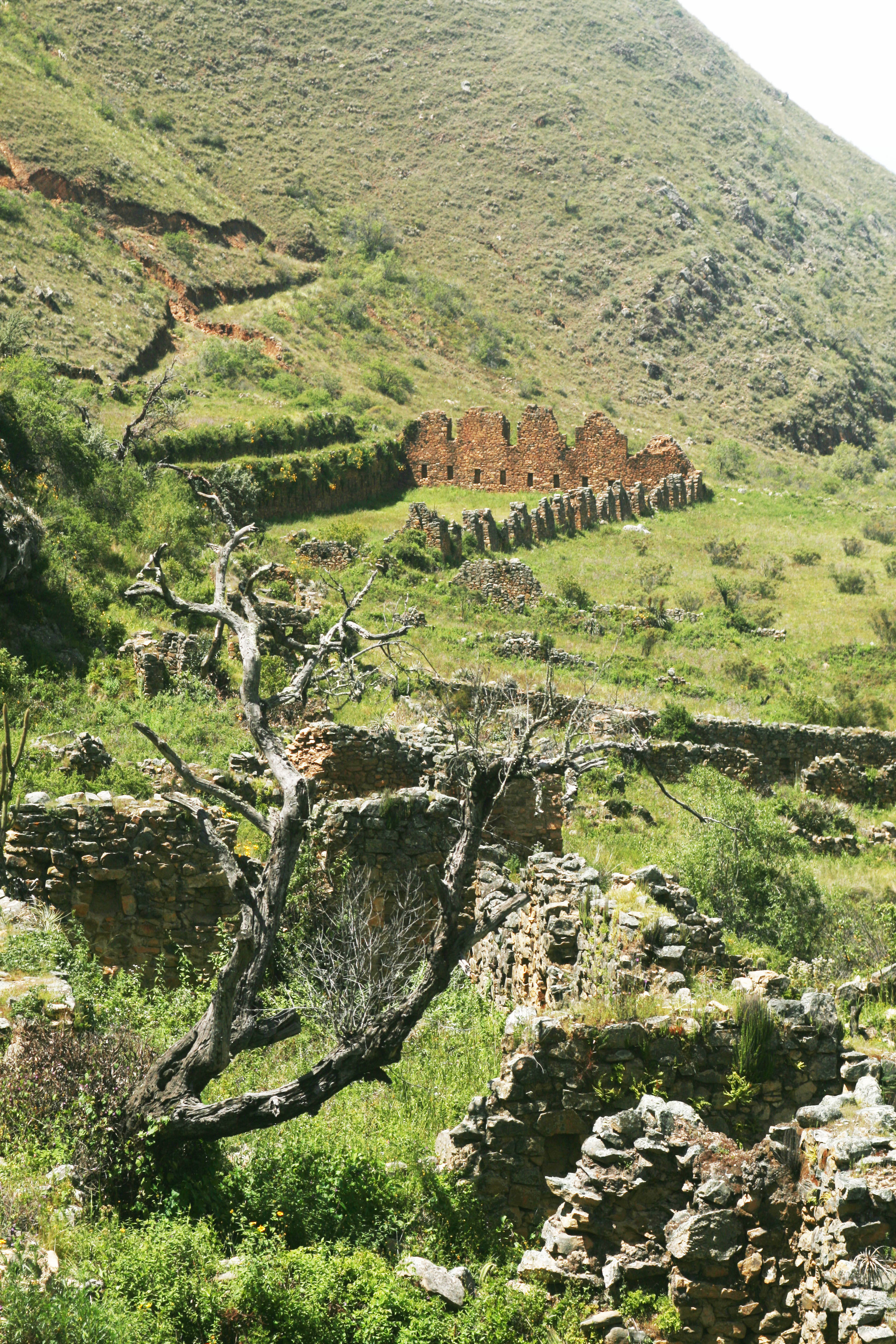
Le Site du patrimoine mondial de l'UNESO de Inkallaqta dans la province de Carrasco

La province de Carrasco est une subdivision du département de Cochabamba, en Bolivie. Son chef-lieu est la ville de Totora.
La province a une superficie de 15 045 km2. Elle est divisée en quatre cantons et deux zones inhabitées.